# Aeonium
Aeonium is een geslacht uit de vetplantenfamilie (Crassulaceae). De naam komt van het Oudgriekse αἰώνιος, aiōnios, dat volhardend of eeuwig betekent. Dit is om aan te duiden dat ze hun bladeren nooit helemaal verliezen.
Dit geslacht omvat zo'n 40 soorten, waarvan er 34 van nature voorkomen op de Canarische Eilanden, waar ze op droge, rotsachtige plaatsen groeien. Aeonium arboreum stamt uit Marokko. De overige soorten komen van Kaapverdië, Madeira en de zuidelijke landen van het Middellandse Zeegebied.
Het zijn vetplanten die bladrozetten vormen met succulente bladeren.
De meeste soorten hebben meerdere rozetten per plant. Er zijn ook soorten die monocarp zijn, dus met maar één rozet per plant. Doordat oude verdroogde blaadjes afvallen komen de rozetten steeds hoger te zitten op kale stengels. Er zijn echter een paar soorten die vrijwel stengelloos zijn en laag blijven waarbij de oude verdroogde bladeren juist vast blijven zitten. De meeste soorten bloeien witgroen en crèmewit tot goudgeel, maar ook roze en steenrode bloempluimen komen voor. De bloemstengel komt uit het hart van een rozet en vertakt zich tot een pluim. Na de bloei sterft de rozet waaruit de bloemstengel kwam af. Ze vormen vruchten met veel stoffijne zaden.
De Aeonium-soorten kruisen gemakkelijk met elkaar en daarom is het moeilijk de soorten zuiver te houden. De soorten die niet monocarpisch zijn kunnen daarom beter gestekt worden om de soort zuiver te houden.
Verschillende soorten, zoals Aeonium arboreum, zijn populair als kamerplant of kuipplant.

## Enkele soorten
| - Aeonium aizoon - Aeonium appendiculatum - Aeonium arboreum - Aeonium aureum - Aeonium balsamiferum - Aeonium canariense - Aeonium castello-paivae - Aeonium ciliatum - Aeonium cuneatum - Aeonium davidbramwellii - Aeonium decorum - Aeonium glandulosum - Aeonium glutinosum - Aeonium goochiae | - Aeonium hierrense - Aeonium holochrysum - Aeonium lancerottense - Aeonium leucoblepharum - Aeonium lindleyi - Aeonium nobile - Aeonium sedifolium - Aeonium simsii - Aeonium smithii - Aeonium spathulatum - Aeonium tabuliforme - Aeonium undulatum - Aeonium urbicum - Aeonium valverdense |

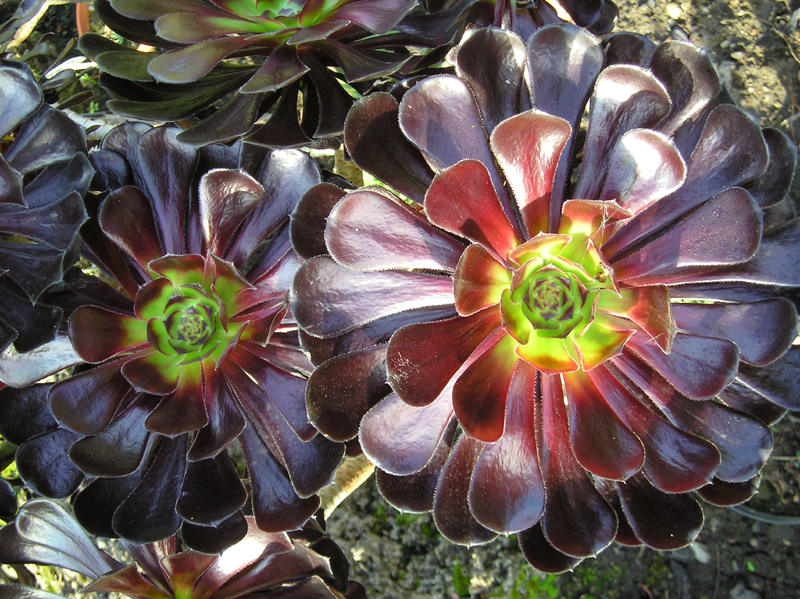
Aeonium arboreum
Aeonium tabuliforme
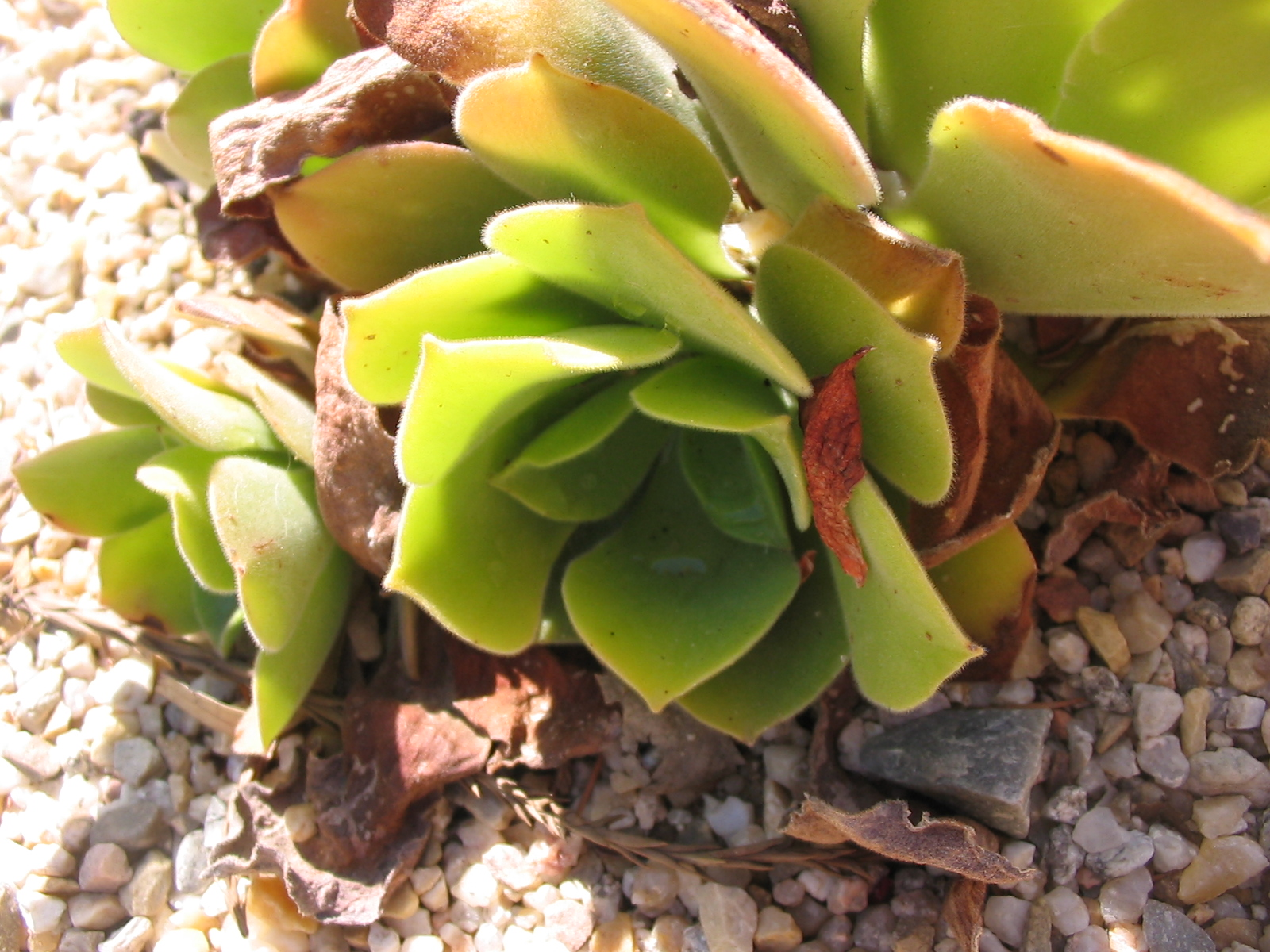
Aeonium virginium
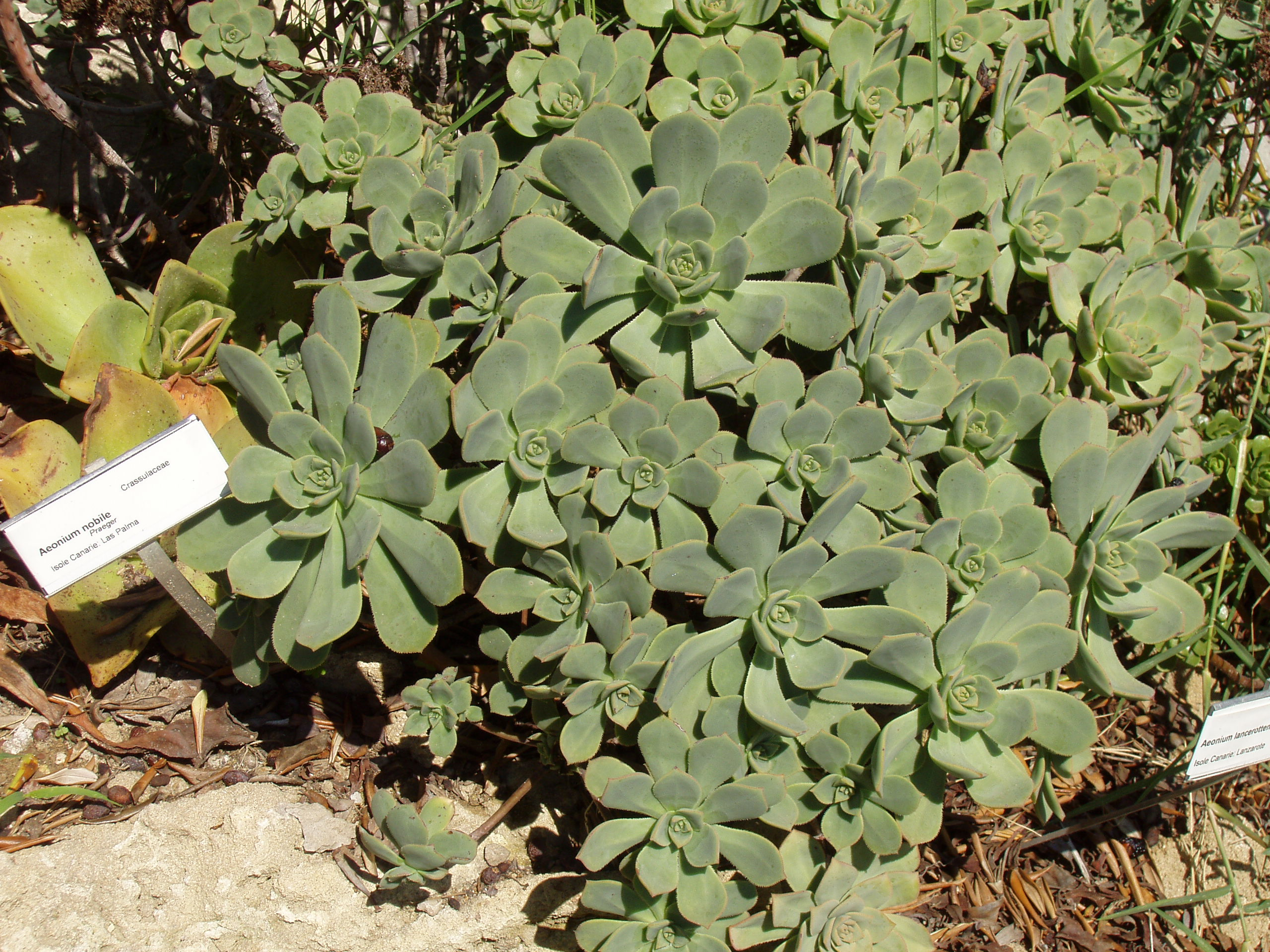
Aeonium lancerottense
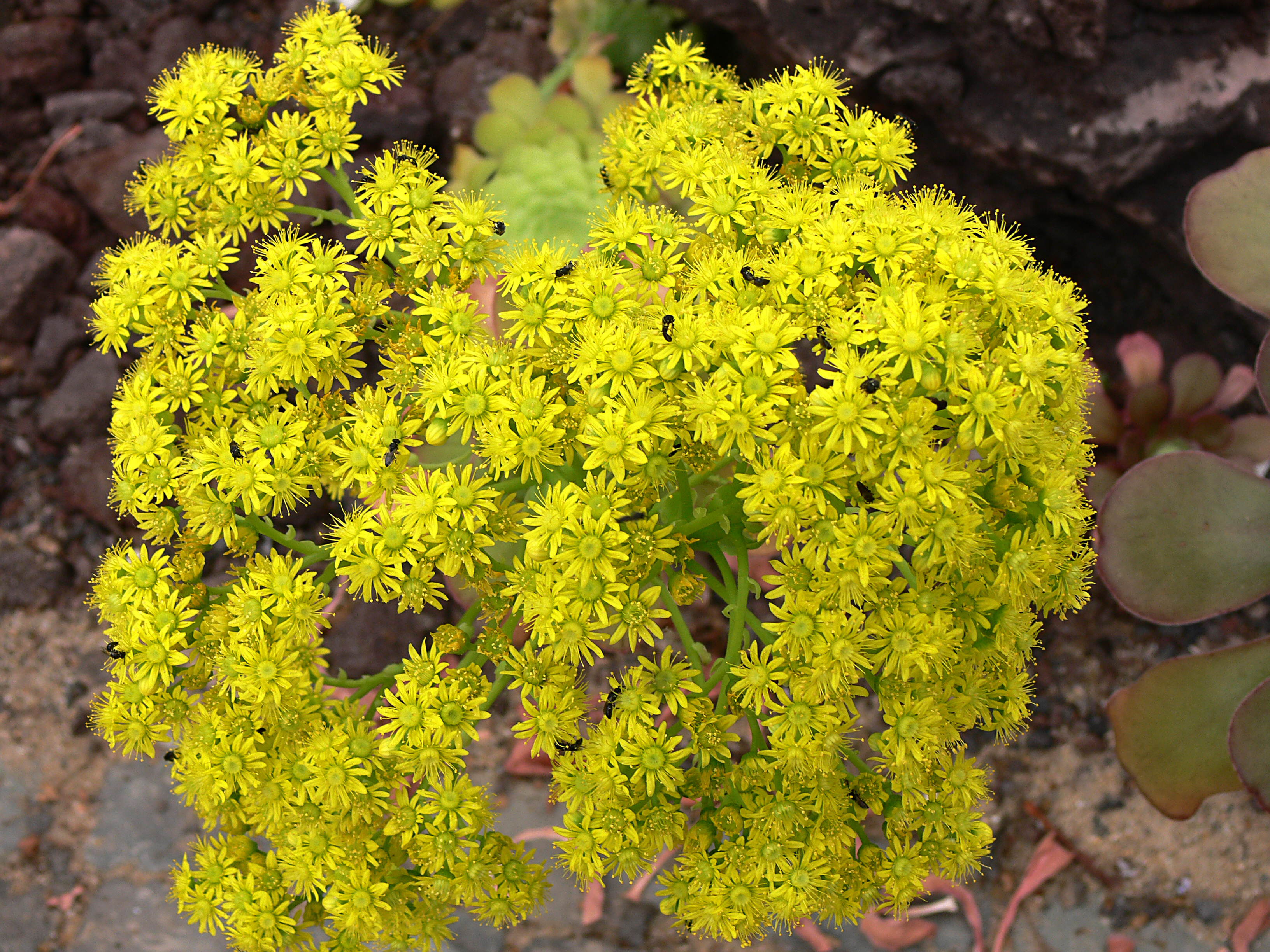
Aeonium undulatum
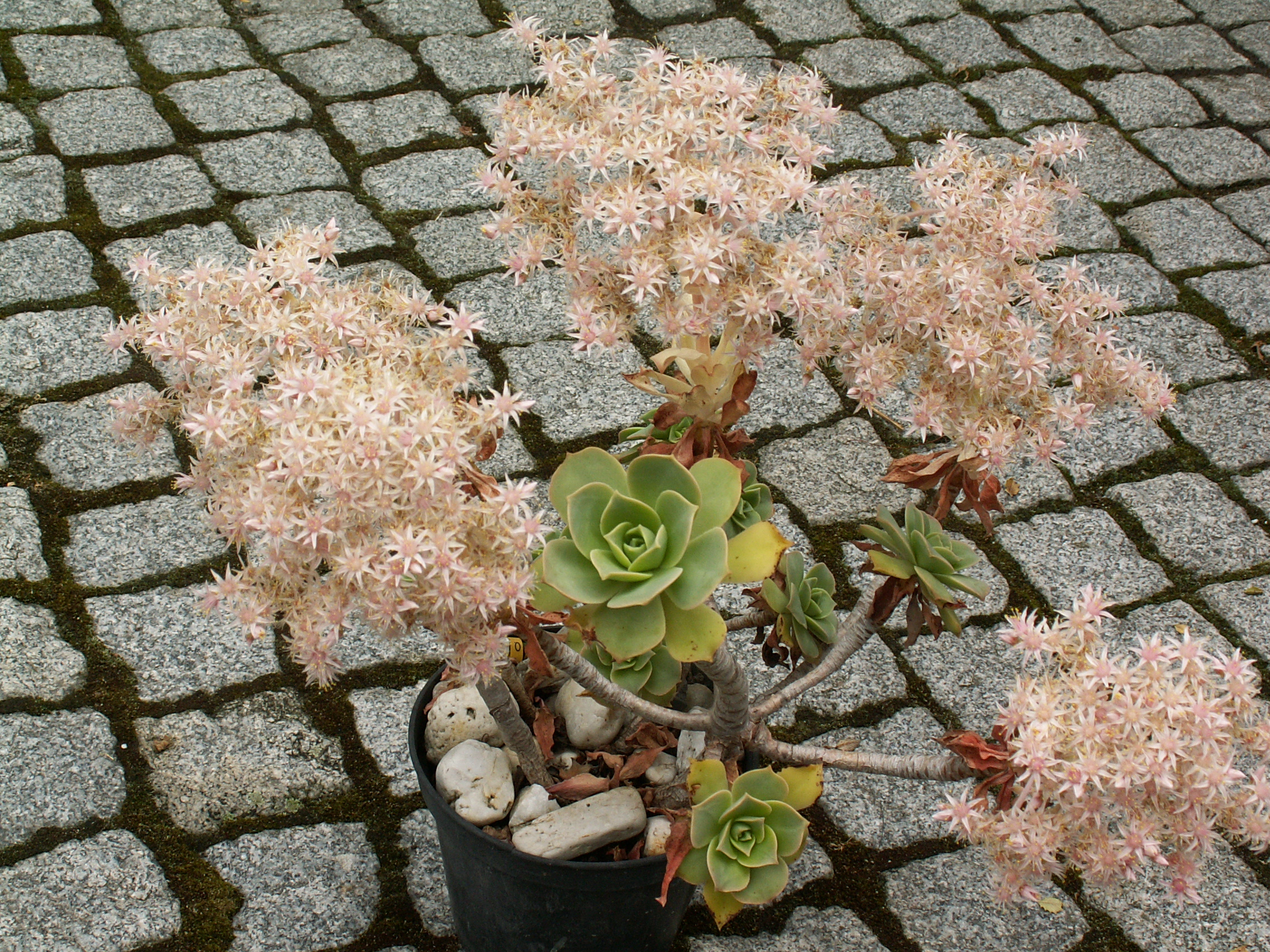
Aeonium lancerottense
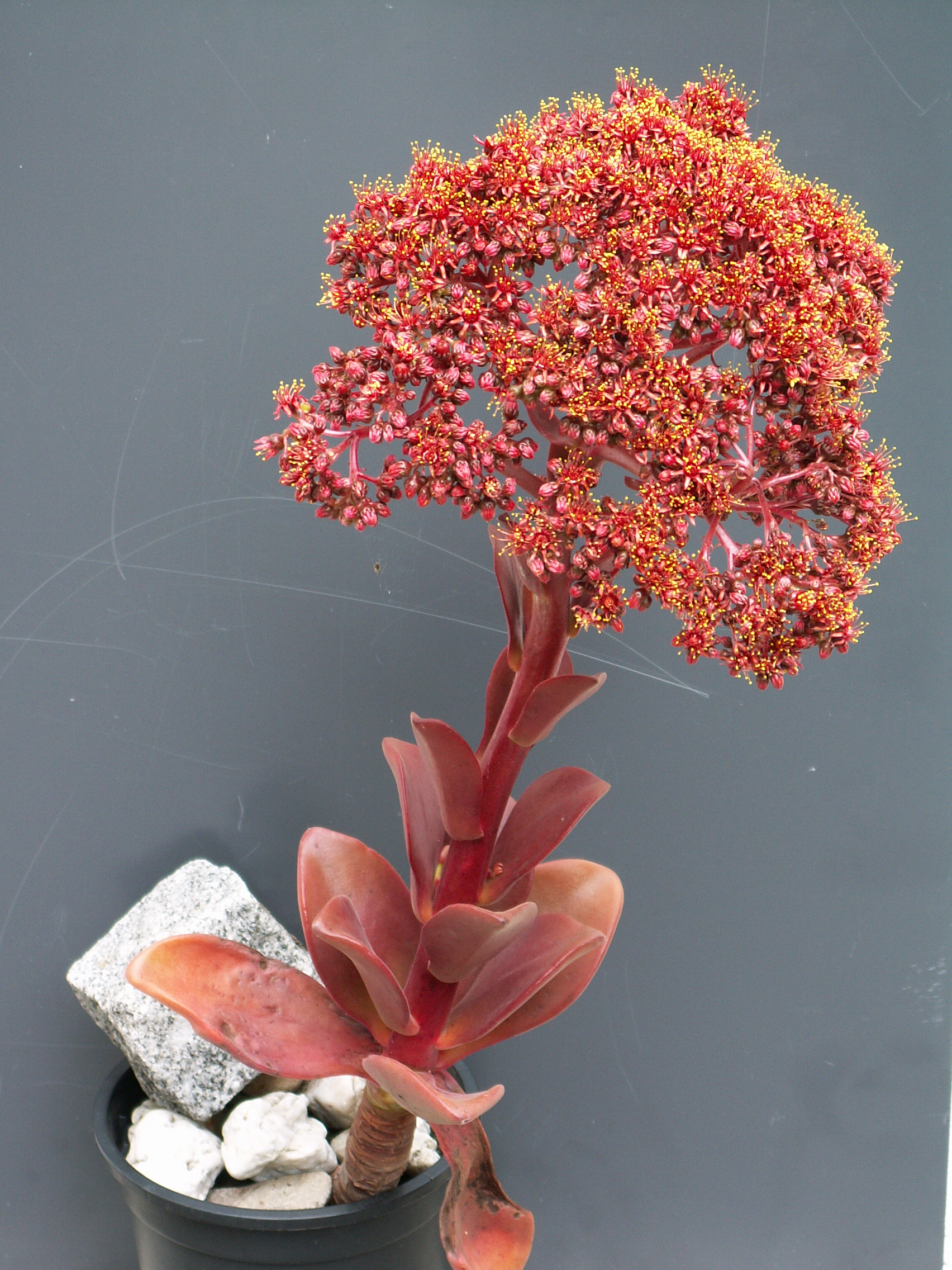
Aeonium nobile
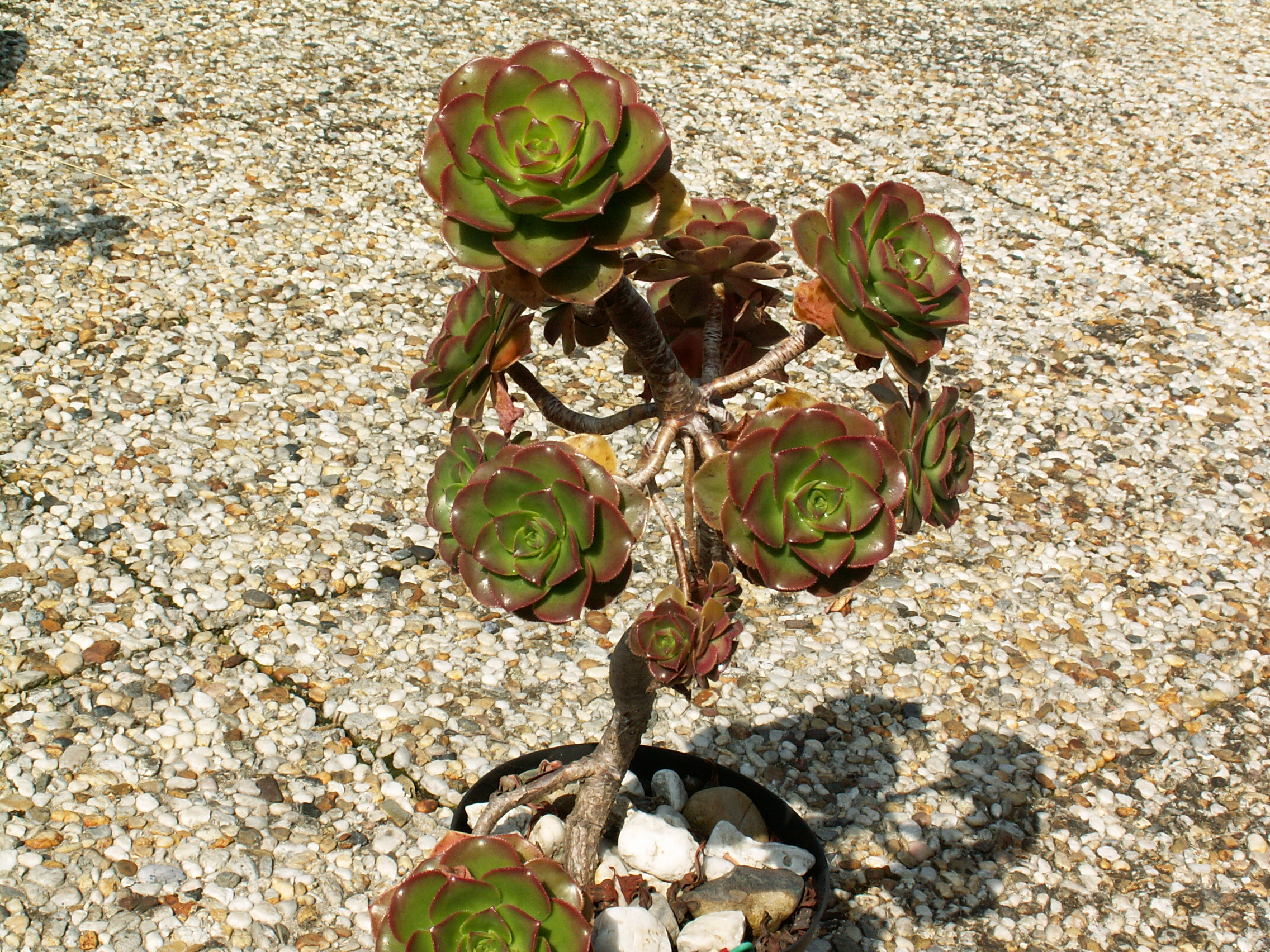
Aeonium percarneum
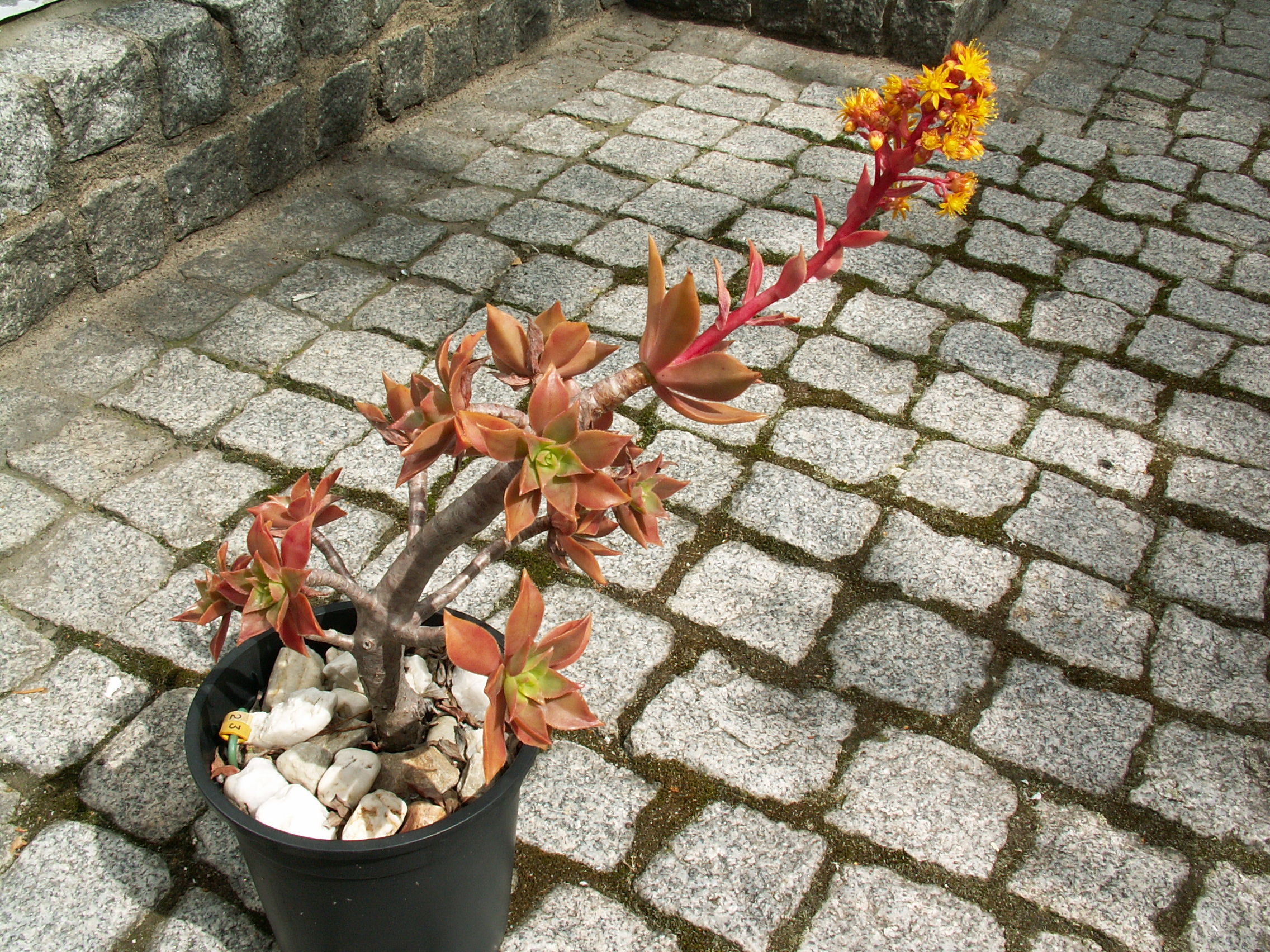
Aeonium leucoblepharum
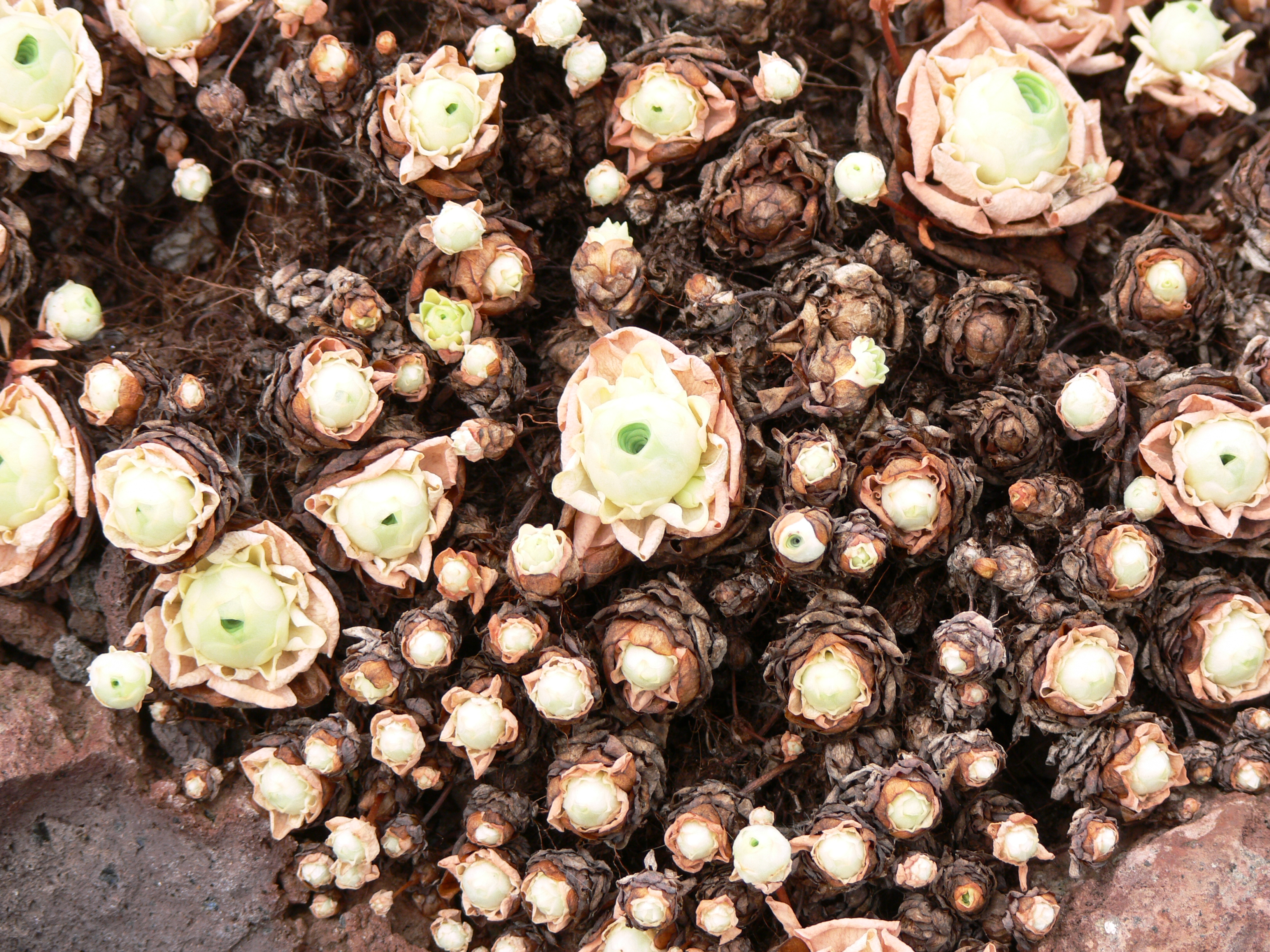
Aeonium dodrantale
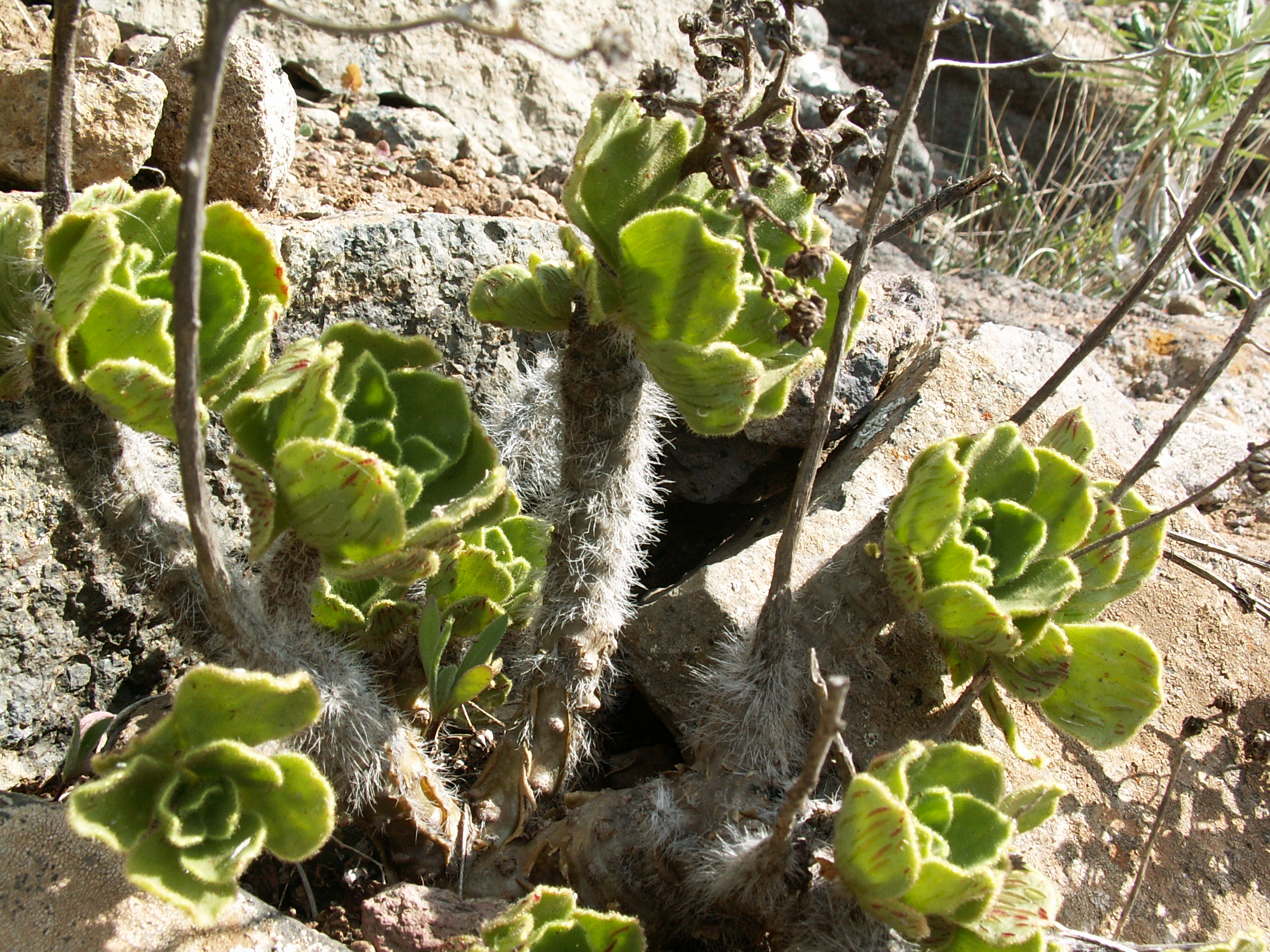
Aeonium smithii
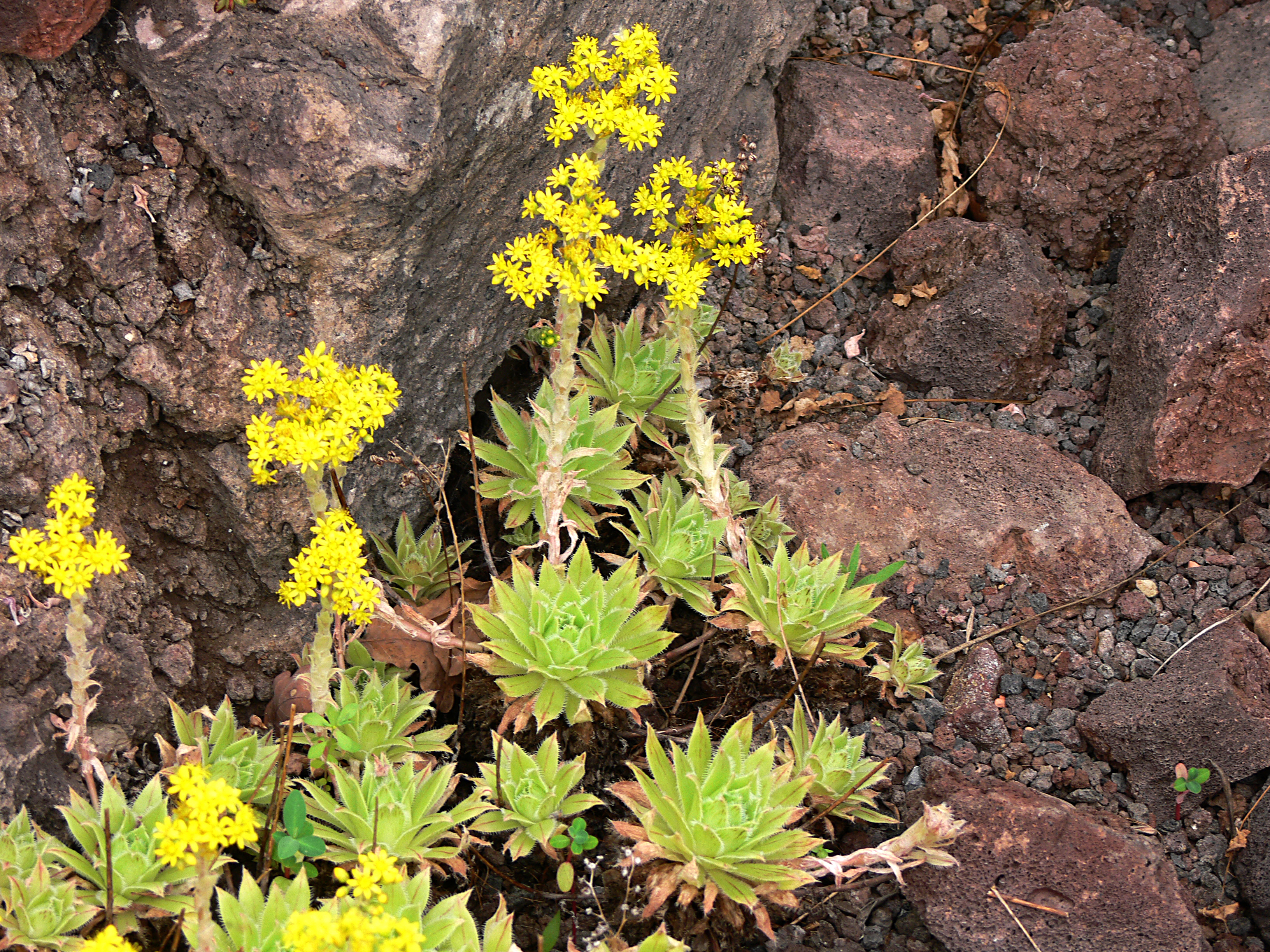
Aeonium simsii

... · 
A. arboreum · 
A. canariense · 
A. davidbramwellii · 
A. glandulosum · 
A. glutinosum · 
A. goochiae · 
A. hierrense · 
A. nobile · 
A. sedifolium · 
A. spathulatum · 
...
Adromischus · Aeonium · Aichryson · Chiastophyllum · Cotyledon · Crassula · Diamorpha · Dudleya · Echeveria · Graptopetalum · Greenovia · Hylotelephium (Hemelsleutel) · Hypagophytum · Jovibarba · Kalanchoe (Kalanchoë) · Lenophyllum · Monanthes · Orostachys · Pachyphytum · Perrierosedum · Phedimus (Vlak vetkruid) · Pistorinia · Prometheum · Pseudosedum · Rhodiola · Rosularia · Sedum (Vetkruid) · Sempervivum (Huislook) · Thompsonella · Tylecodon · Umbilicus · Villadia